# Denier (carte à jouer)
Pour les articles homonymes, voir Denier.

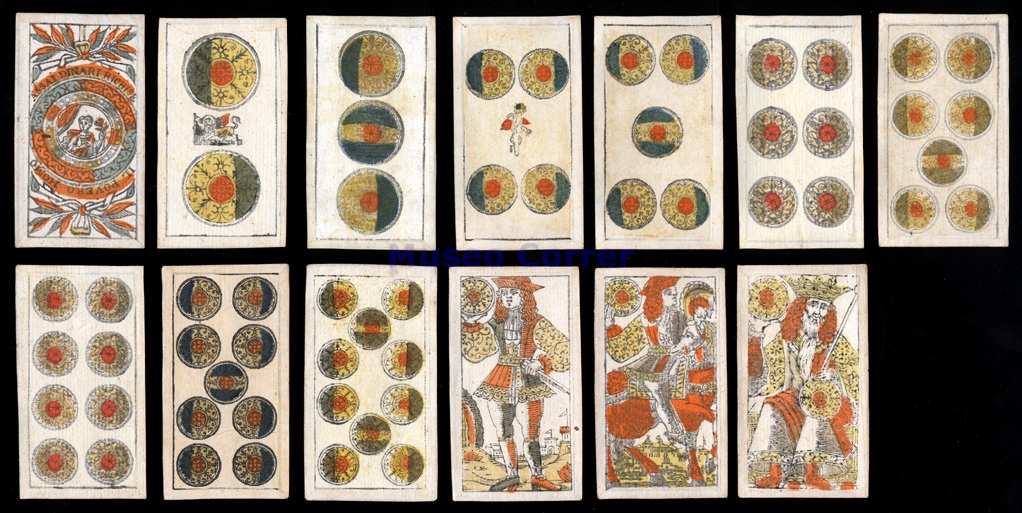
Carte de deniers d'un jeu vénitien du XVIIIe siècle.

Le denier est une enseigne de cartes à jouer, enseignes latines avec le bâton, la coupe et l'épée.

## Caractéristiques
En espagnol, les deniers sont appelés oros ; en italien, denari; en anglais, pentacles. Ils correspondent aux trèfles  des enseignes françaises et aux grelots des enseignes allemandes.